# 塞塔基拉
塞塔基拉是哥倫比亞的城鎮，位於該國東北部，由博亞卡省負責管轄，距離首府通哈67公里，始建於1745年9月6日，面積68平方公里，海拔高度1,433米，2005年人口3,380。
5°21′N 73°10′W / 5.350°N 73.167°W